# جاك مانينغ (مهندس معماري)
جاك مانينغ (بالإنجليزية: Jack Manning)‏ هو مهندس معماري نيوزيلندي، ولد في 1929.